# سان أدريان دي جواروس
بلدية سان أدريان دي جواروس (بالإسبانية: San Adrián de Juarros)‏, هي إحدى بلديات مقاطعة برغش, التي تقع في منطقة قشتالة وليون, والتي تقع في شمال غرب إسبانيا.
يبلغ عدد سكانها 48 نسمة وفقاً لإحصائية سنة (2002).